# Guillaume de Massol, marquis de Serville
 (janvier 2025).
Si vous disposez d'ouvrages ou d'articles de référence ou si vous connaissez des sites web de qualité traitant du thème abordé ici, merci de compléter l'article en donnant les références utiles à sa vérifiabilité et en les liant à la section « Notes et références ».
Guillaume de Massol de Serville, mort de ses blessures en 1731, est un militaire au service du royaume de France.

## Biographie
Il est le second fils de Pierre de Massol, président à la Chambre des comptes de Bourgogne et de Marie Languet, il embrasse la carrière militaire tandis que son frère aîné Jean-Baptiste sera également président de la Chambre des comptes de Bourgogne.
Le 19 décembre 1701, il épouse Antoinette de Doys (ou Doigt) de Loon qui décèdera en 1735 et dont il aura deux filles (dont une prénommée Marie) et un fils Georges qui sera Lieutenant-Colonel du régiment Commissaire Général-cavalerie,.
Il est marquis de Serville et seigneur de Saint-Anthost.

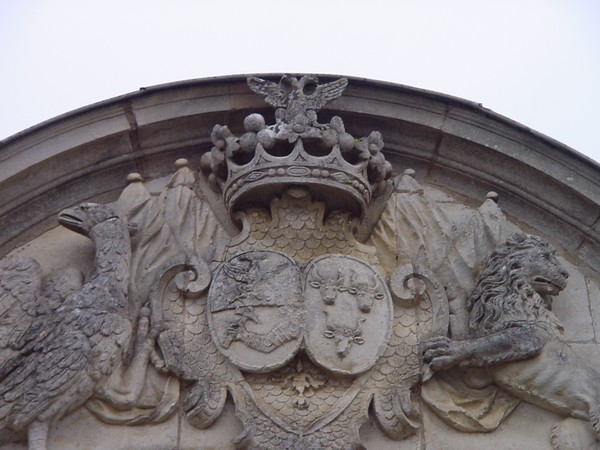
armoiries de Guillaume de Massol et son épouse Antoinette de Doys sur le porche du château de Saint-Anthost

### Carrière militaire
Il commence sa carrière comme mousquetaire. En août 1688, il est capitaine dans le régiment de dragons du marquis de Grammont avec lequel il participe aux différents sièges de Philippsbourg, Mannheim et Frankenthal. Il combat à Walcourt puis au siège de Namur de 1692 et sous les ordres de Boufflers à la défense de Namur de 1695 jusqu'à la capitulation,.
En 1695 il est reçu chevalier dans l'ordre royal et militaire de Saint-Louis. Le 16 décembre 1695, il est nommé colonel d'un régiment d'infanterie à son nom qu'il commande à l'armée de la Meuse en 1697 et qui est dissout à la paix de Ryswick en 1698,.
Il sert ensuite comme colonel réformé à la suite du régiment de Poitou dans la campagne des Pays-Bas et livre bataille près de Nimègue puis se distingue à Friedlingen en Bavière sous Villars,. En 1703, il participe à la prise de la ville de Kehl, à la bataille d'Hochstaedt et aux prises de Kempten et d'Augsbourg.
En 1704, il est nommé colonel à la suite du Régiment de Médoc et le rejoint en Italie avec Vendôme où il combat aux sièges de Verceil et d'Ivrée. Le 26 octobre 1704, il devient brigadier des armées du roi et participe au siège de Verrue et à la bataille de Cassano « où il se couvre de gloire »,. Lors de cette bataille de Cassano, le maréchal de Vendôme nomme le poste pris par Massol, le poste de M. de Serville. En 1706, il est à l'armée du Rhin.
En avril 1707 il est colonel à la suite du régiment de Charost et participe aux expéditions du maréchal de Villars en Allemagne dont l'attaque du corps du général Janus. En 1708, il combat en Allemagne puis passe en Flandres où il commande la troisième brigade composée des régiments Villars, Greder, Pfiffer et Périgord pendant le siège de Lille. Dans la nuit du 25 au 26 novembre 1708, il est grièvement blessé d'un coup de fusil sur le chemin couvert à l'angle du bastion d'Anjou,. Le 12 novembre 1708, il est fait Maréchal de camp. En 1709, il participe à la défense de Tournai et il cesse ses fonctions d'active à la capitulation de la garnison.
Le 30 mars 1720 il est lieutenant-général des armées du roi. Il meurt des suites de ses blessures en 1731.
On peut lire à son sujet la notice suivant dans un ouvrage du XVIIIe siècle: «DE SERVILLE (Massol, Marquis) , lieutenant-général en 1720, mort en 17... Le duc de Vendôme ayant fait attaquer en Italie un poste où nos troupes furent deux fois repoussées, chargea M. de Serville de l'attaquer un troisième fois: le poste fut emporté. M. de Vendôme dit: Désormais il faudra appeler ce poste LE POSTE DE SERVILLE. Pendant la guerre de la succession, cet officier alla se jetter dans Lille, où il fit des prodiges de valeur. Le maréchal de Berwick, informé qu'il y était entré, lui écrivit: J'apprends avec bien du plaisir, M., votre arrivée à Lille, parce qu'une personne comme vous ne peut qu'être très utile dans quelque endroit qu'elle puisse se trouver & surtout dans une occasion comme celle-ci, en cas que le siège de Lille se fasse. M. de Serville y reçut un coup de mousquet qui lui fracassa l'épaule; il mourut, mais plusieurs années après, des suites de cette blessure. On est étonné qu'il ait pu vivre si longtemps, ayant été fort souvent & très grièvement blessé en diverses rencontres. Il avait reçu un coup de sabre sur le front, un coup de feu au poignet de la main droite, un à l'épaule, lequel la lui fracassa, comme on vient de le voir; un autre au côté, un à la cuisse; un autre le sépara de la moitié de lui-même, & en fit un demi-homme. À la défense de Namur, où il s'était jeté le 16ème jour de tranché pour aller joindre son régiment, il eut le ventre fendu. Au siège de Verue, emporté par une mine, il fut enseveli sous un tas de décombres, & il en eut le corps tout froissé.[...]».

## Armoiries
D'or à l'aigle bicéphale de sable, coupé de gueule au dextrochère tenant un marteau d'arme mouvant d'une nuée d'argent à senestre.

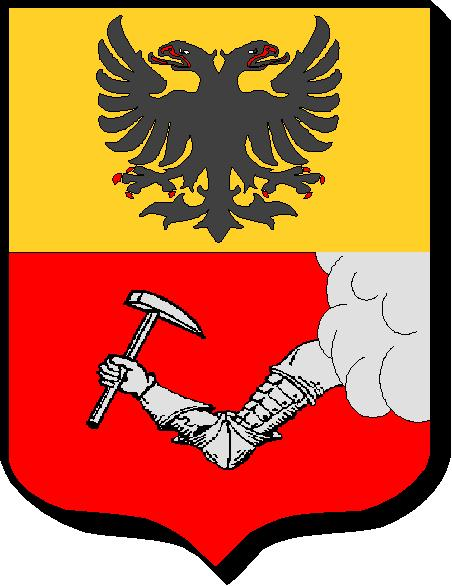

## Régiments
- Le régiment de Serville (infanterie) dans l'armée de la Meuse fut créé pour lui le 16 décembre 1695, formé le 23 du bataillon de Beausire du régiment de Picardie. Il fut réformé le 18 novembre 1698[11]